# Trabant
Trabant fou la marca comercial d'una gama d'automòbils produïts pel fabricant d'automòbils germano-saxó Sachsenring Automobilwerke Zwickau, part del conglomerat IFA entre els anys 1957 i 1991. Durant la seua vida, el model tingué quatre generacions: el Trabant P50, el Trabant P60, el Trabant 601 i el Trabant 1.1. Conegut popularent com a Trabi, el seu nom, Trabant, significa “satèl·lit” en alemany (en una clara referència al famós Spútnik), però també significava “company de viatge”.
El Trabant estava format per panells desmuntables de Duroplast encastats sobre un xassís d'acer galvanitzat, tracció davantera, motor bicilindric de dos temps i suspensió independent.

## Trabant P50 (1957-1962)

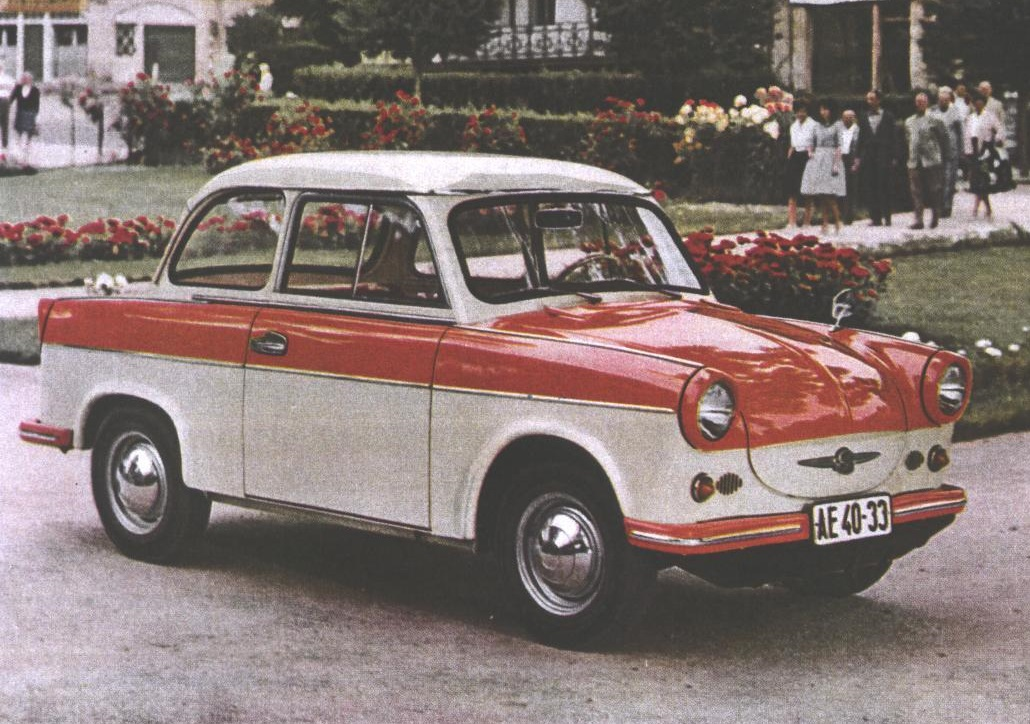
Trabant P50 Limousine

El Trabant P50, també conegut com a Trabant 500, fou la primera generació de la gama d'automòbils populars Trabant. Fou produït entre els anys 1957 i 1962 pel fabricant d'automòbils germano-saxó Sachsenring Automobilwerke Zwickau, part del conglomerat Industrieverband Fahrzeugbau (IFA). El model era comercialitzat en dues carrosseries: Limousine (berlina) i Universal (familiar).

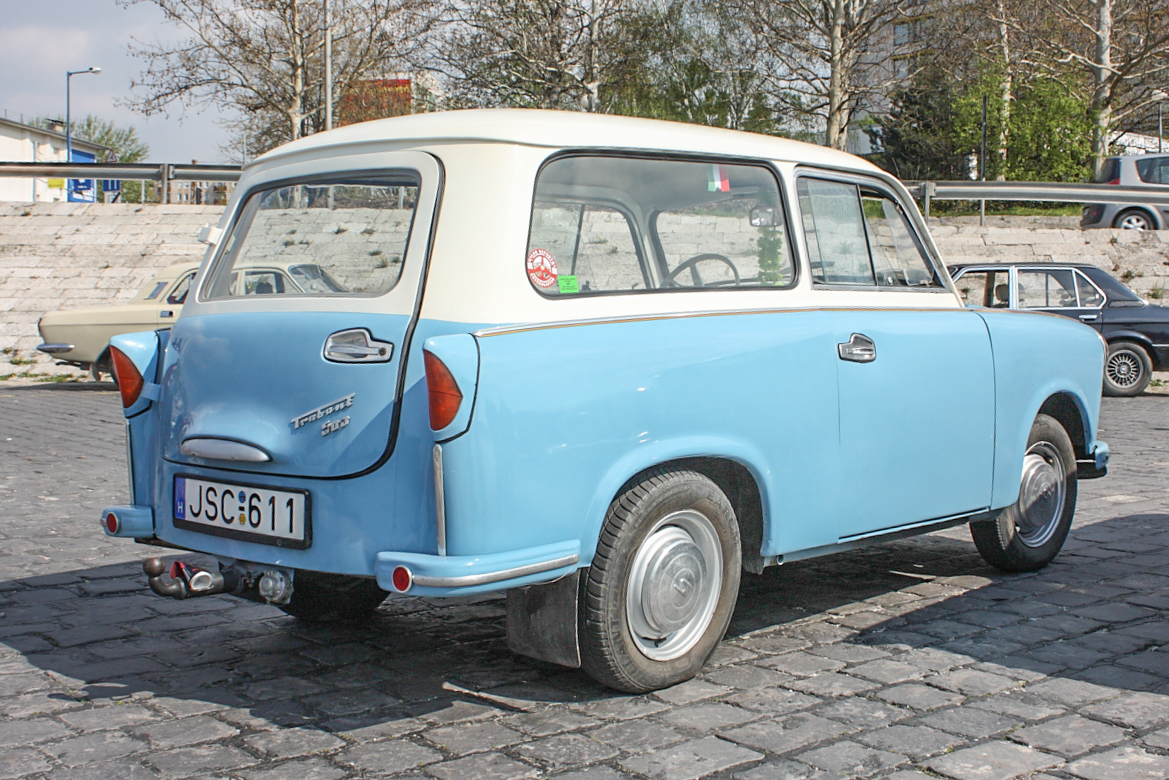
Trabant 500 Universal

Fou concebut com un encàrrec del govern per a crear un automòbil popular, econòmic i lleuger l'any 1954 a la factoria AWZ. Aquests, però, degut al temps necessari de desenvolupament i la necessitat inmediata d'un model econòmic, van crear l'AWZ P70, predecessor del Trabant amb un disseny molt semblant però amb un motor bicilindric de dos temps heretat dels DKW dels anys 30.
El P50 equipava una motorització de nova creació, tot i que molt provada, de dos cilindres i  dos temps de 499 centímetres cúbics (cc) que produïa 17 cavalls de potència (cv). A més de les versions Limousine i Universal, també existiren minoritàriament una versió Camping i una altra furgó desenvolupades ambdues sobre el P50 Universal. Amb 131.495 unitats produïdes, de les quals vora 120.000 eren berlines (Limousine) i 11.600 familiars (Universal), el Trabant P50 fou substituït pel Trabant 600.

## El Trabant avui en dia[5]
Avui en dia, encara queden alguns exemplars d'aquest emblemàtic cotxe. A la capital, Berlín, s'efectuen tours turístics, així com, es pot veure un exemplar al DDR Museum o al Museu de Checkpoint Charlie, ambdós museus al centre de la ciutat. També se'n poden veure en altres països del bloc soviètic, com al Parc Memento de Budapest
Com a novetat, ha sortit un nou model: el Trabant nT retro i amb tecnologia moderna, que incorpora un motor elèctric, tot i que de moment no es comercialitza.